# Браунинг М1903
Браунинг М1903 (фр. FN Model 1903), белгијски полуаутоматски пиштољ с почетка 20. века. Патентирао га је амерички конструктор Џон Браунинг (1855—1926). Коришћен је као лично оружје у Првом светском рату.

## Карактеристике
Полуаутоматски пиштољ Браунинг М1903 је радио на принципу трзања затварача. Укупне масе око 930 г и калибра 9 мм, пунио се оквиром са 7 метака. Почетна брзина метка износила је око 330 м/с.